# ایملدا، زامبوانگای سیبوگای
ایملدا، زامبوانگای سیبوگای (به لاتین: Imelda, Zamboanga Sibugay) یک منطقهٔ مسکونی در فیلیپین است که در زامبوانگا سیبوگای واقع شده‌است.

## خصوصیات
ایملدا ۸۵٫۱۲ کیلومترمربع مساحت دارد.